# Wopkaimin
Les Wopkaimin forment une petite tribu aborigène aux alentours du fleuve Fly dans les monts Star dans l'ouest de la Papouasie-Nouvelle-Guinée. Au nombre de 700 en à la fin des années 1980, ils occupent un territoire de près de 1 000 km2.
Les Wopkaimin s'expriment en faiwol, une des langues ok-oksapmin parlée par environ 4 500 personnes en 1987. Seuls les hommes participent à la vie rituelle.
La mine d'Ok Tedi — troisième exploitation à ciel ouvert d'or et de cuivre au monde — est creusée sur leur territoire, avec de multiples conséquences délétères pour l'écosystème et les populations autochtones : depuis le début de son exploitation en 1981 la tribu a abandonné son économie de subsistance et son mode de vie traditionnel. Au centre de leur territoire une ville-dortoir pour les mineurs s'est construite, Tabubil. Les Wopkaimin trouvent parfois à la mine des emplois précaires et non qualifiés : beaucoup d'entre eux vivent à cheval sur leur village traditionnel et la ville de Tabubil au gré des appels de main-d'œuvre.
En 1970 l'anthropologue David Hyndman découvre en étudiant la tribu une nouvelle espèce de chauve-souris, l'Aproteles bulmerae. Considérée comme éteinte depuis, des spécimens en ont été repérés en 1992 dans l'immense grotte de Luplupwintem.